# Fussballclub Schaffhausen 2010-2011
Questa voce raccoglie le informazioni riguardanti il Fussballclub Schaffhausen nelle competizioni ufficiali della stagione 2010-2011.

## Stagione
Nella stagione 2010-2011 il Sciaffusa, allenato da René Weiler, Manuel Klökler e Vlado Nogić, concluse il campionato di Challenge League al 15º posto. In Coppa Svizzera il Sciaffusa fu eliminato al secondo turno dal San Gallo.

## Rosa
| N. |                         | Ruolo | Calciatore           |
| -- | ----------------------- | ----- | -------------------- |
| 1  | Svizzera (bandiera)     | P     | Orlando Lattmann     |
| 3  | Nigeria (bandiera)      | A     | Saidu Adeshina       |
| 4  | Svizzera (bandiera)     | D     | Raphael Mollet       |
| 5  | Kosovo (bandiera)       | D     | Visar Berisha        |
| 6  | Svizzera (bandiera)     | C     | Sandro Zuffi         |
| 7  | Germania (bandiera)     | C     | Thomas Weller        |
| 7  | Svizzera (bandiera)     | A     | Patrick Rossini      |
| 8  | Svizzera (bandiera)     | D     | Diego Büchel         |
| 10 | Portogallo (bandiera)   | A     | Bruno Valente        |
| 11 | RD del Congo (bandiera) | A     | Mbala Mbuta Biscotte |
| 13 | Svizzera (bandiera)     | A     | Luca Ladner          |
| 13 | Croazia (bandiera)      | A     | Ante Topic           |
| 14 | Svizzera (bandiera)     | D     | Andy Hauser          |

| N. |                                 | Ruolo | Calciatore           |
| -- | ------------------------------- | ----- | -------------------- |
| 15 | Svizzera (bandiera)             | D     | Dominik Schiendorfer |
| 16 | Serbia (bandiera)               | C     | Amel Kijametovic     |
| 19 | Svizzera (bandiera)             | C     | George Ivanishvili   |
| 20 | Svizzera (bandiera)             | C     | Thomas Knöpfel       |
| 21 | Svizzera (bandiera)             | C     | Marco Mangold        |
| 22 | Germania (bandiera)             | C     | Davide D'Acunto      |
| 23 | Rep. del Congo (bandiera)       | D     | Igor Nganga          |
| 24 | Bulgaria (bandiera)             | P     | Assen Alexov         |
| 28 | Bosnia ed Erzegovina (bandiera) | D     | Damir Džombić        |
| 29 | Svizzera (bandiera)             | P     | Sascha Stulz         |
| 33 | Germania (bandiera)             | C     | Harun Toprak         |
| 34 | Svizzera (bandiera)             | C     | Gianluca D'Angelo    |

## Organigramma societario
Area tecnica
- Allenatore: Manuel Klökler
- Allenatore in seconda:
- Preparatore dei portieri:
- Preparatori atletici:

## Calciomercato

### Sessione estiva
| Acquisti | Acquisti             | Acquisti        | Acquisti |
| R.       | Nome                 | da              | Modalità |
| -------- | -------------------- | --------------- | -------- |
| A        | Saidu Adeshina       | Sion            |          |
| A        | Mbala Mbuta Biscotte | Locarno         |          |
| D        | Diego Büchel         | Yverdon         |          |
| A        | Zahir Idrizi         | Le Mont         |          |
| C        | George Ivanishvili   | Wohlen          |          |
| A        | Luca Ladner          | Wohlen          |          |
| P        | Orlando Lattmann     | Gossau          |          |
| C        | Marco Mangold        | Kriens          |          |
| C        | Ante Pekas           | Kriens          |          |
| A        | Patrick Rossini      | Locarno         |          |
| C        | Sandro Zuffi         | Rapperswil-Jona |          |

| Cessioni | Cessioni           | Cessioni            | Cessioni |
| R.       | Nome               | a                   | Modalità |
| -------- | ------------------ | ------------------- | -------- |
| A        | Önder Çengel       | Diyarbakırspor      |          |
| A        | Zahir Idrizi       | Baden               |          |
| C        | Allmir Ademi       | Eintracht Treviri   |          |
| P        | Roman Bürki        | Young Boys          |          |
| A        | Newton Ben Katanha | Wettswil-Bonstetten |          |
| D        | Peter Läng         | BG Pathum Utd       |          |
| D        | Ivan Martić        | San Gallo           |          |
| C        | Stéphane Nater     | Servette            |          |
| D        | Christian Schlauri | Servette            |          |
| C        | Remo Staubli       | Lugano              |          |
| P        | Darko Tofiloski    | VSS Košice          |          |

### Sessione invernale
| Acquisti | Acquisti          | Acquisti     | Acquisti |
| R.       | Nome              | da           | Modalità |
| -------- | ----------------- | ------------ | -------- |
| D        | Damir Džombić     | Wil          |          |
| C        | Gianluca D'Angelo | Grasshoppers |          |
| P        | Sascha Stulz      | Thun         |          |
| C        | Thomas Knöpfel    | San Gallo    |          |
| C        | Harun Toprak      | Sivasspor    |          |

| Cessioni | Cessioni       | Cessioni | Cessioni |
| R.       | Nome           | a        | Modalità |
| -------- | -------------- | -------- | -------- |
| A        | Habil Jonuzi   | Singen   |          |
| P        | Flamur Tahiraj | Wohlen   |          |

## Risultati

### Challenge League

#### Andata
| Arbitro: | Winter |

|                   |           |                                   |
| Mollet 82’ (aut.) | Marcatori | 23’, 33’, 49’ Valente 30’ Rossini |

| Arbitro: | Gut |

|                                |           |               |
| Biscotte 5’ Valente 56’ (rig.) | Marcatori | 31’ Burgmeier |

| Arbitro: | Klossner |

|                               |           |                  |
| Szlykowicz 1’, 12’ Sirufo 39’ | Marcatori | 18’, 73’ Valente |

| Arbitro: | Hänni |

|  |           |         |
|  | Marcatori | 77’ Gil |

| Arbitro: | Laperrière |

|             |           |                 |
| Stojkov 24’ | Marcatori | 28’ Ivanishvili |

| Arbitro: | Jancevski |

|  |           |                        |
|  | Marcatori | 63’ Magnetti 89’ Magro |

| Arbitro: | Pache |

|                    |           |  |
| Valente 72’ (rig.) | Marcatori |  |

| Arbitro: | Kever |

|                           |           |                    |
| Chatton 56’ Dénervaud 90’ | Marcatori | 90’ (rig.) Valente |

| Sciaffusa 4 ottobre 2010, ore 20:10 CEST 9ª giornata | Sciaffusa | 0 – 0 referto | Kriens | Stadion Breite (850 spett.)\| Arbitro: \| Grossen \| |
| Arbitro:                                             | Grossen   |               |        |                                                      |

| Arbitro: | Gremaud |

|                        |           |             |
| Valente 69’ Büchel 79’ | Marcatori | 34’ Schultz |

| Arbitro: | Carrell |

|                              |           |            |
| Senger 26’ (rig.) Afonso 44’ | Marcatori | 9’ Valente |

| Arbitro: | Bertolini |

|                                |           |                |
| Valente 56’ (rig.) Mangold 64’ | Marcatori | 48’ Kuzmanovic |

| Arbitro: | Studer |

|                                     |           |                    |
| Aguirre 41’ (rig.), 68’ Hassell 55’ | Marcatori | 73’ (rig.) Rossini |

| Arbitro: | Bieri |

|              |           |          |
| Adeshina 54’ | Marcatori | 24’ Tosi |

| Arbitro: | Hänni |

|                       |           |                    |
| Lezcano 10’ Alija 75’ | Marcatori | 32’ (rig.) Valente |

#### Ritorno
| Arbitro: | Huwiler |

|  |           |               |
|  | Marcatori | 58’ Rodriguez |

| Arbitro: | Winter |

|              |           |  |
| Magnetti 81’ | Marcatori |  |

| Arbitro: | Pache |

|            |           |                       |
| Valente 4’ | Marcatori | 9’ Doudin 18’ Etoundi |

| Arbitro: | Jancevski |

|                               |           |                  |
| Weller 89’ Rossini 90’ (rig.) | Marcatori | 8’ (aut.) Mollet |

| Arbitro: | Wermelinger |

|  |           |                                       |
|  | Marcatori | 2’ Toprak 3’, 64’ Rossini 88’ Mangold |

| Arbitro: | San |

|            |           |                          |
| Weller 39’ | Marcatori | 66’ Hallenius 80’ Afonso |

| Winterthur 9 aprile 2011, ore 18:00 CEST 22ª giornata | Winterthur | 0 – 0 referto | Sciaffusa | Stadion Schützenwiese (2 300 spett.)\| Arbitro: \| Gremaud \| |
| Arbitro:                                              | Gremaud    |               |           |                                                               |

| Arbitro: | Marciniak |

|                                                                                  |           |                                |
| Estéban 39’, 60’ (rig.) de Azevedo 41’ (rig.) Eudis 43’ Rüfli 56’ Vitkieviez 89’ | Marcatori | 17’ Valente 33’ (aut.) Baumann |

| Arbitro: | Erlachner |

|            |           |                                      |
| Ladner 77’ | Marcatori | 43’ Bastida 68’ Muslin 71’ Čavušević |

| Arbitro: | Amhof |

|           |           |  |
| Bader 34’ | Marcatori |  |

| Arbitro: | Winter |

|                                             |           |  |
| Mollet 26’ (aut.) Roux 34’ Carrupt 72’, 83’ | Marcatori |  |

| Arbitro: | Hänni |

|                        |           |                         |
| Valente 58’ Weller 90’ | Marcatori | 50’ Ioniță 87’ Bengondo |

| Arbitro: | Laperrière |

|                  |           |  |
| Schiendorfer 69’ | Marcatori |  |

| Arbitro: | Amhof |

|                  |           |                               |
| Valente 64’, 75’ | Marcatori | 45’, 79’ Besseyre 63’ N'Gindu |

| Arbitro: | Gut |

|                                          |           |                        |
| Alex 38’, 62’ Renfer 54’, 65’ Osmani 88’ | Marcatori | 47’ Ladner 90’ Knöpfel |

### Coppa Svizzera
| 18 settembre 2010, ore 18:00 CEST Primo turno | Liestal | 2 – 5 | Sciaffusa |  |

| 17 ottobre 2010, ore 15:30 CEST Secondo turno | Sciaffusa | 2 – 6 | San Gallo |  |

## Statistiche

### Statistiche di squadra
| Competizione     | Punti | In casa | In casa | In casa | In casa | In casa | In casa | In trasferta | In trasferta | In trasferta | In trasferta | In trasferta | In trasferta | Totale | Totale | Totale | Totale | Totale | Totale | DR  |
| Competizione     | Punti | G       | V       | N       | P       | Gf      | Gs      | G            | V            | N            | P            | Gf           | Gs           | G      | V      | N      | P      | Gf     | Gs     | DR  |
| ---------------- | ----- | ------- | ------- | ------- | ------- | ------- | ------- | ------------ | ------------ | ------------ | ------------ | ------------ | ------------ | ------ | ------ | ------ | ------ | ------ | ------ | --- |
| Challenge League | 26    | 15      | 5       | 3       | 7       | 17      | 21      | 15           | 2            | 2            | 11           | 19           | 32           | 30     | 7      | 5      | 18     | 36     | 53     | -17 |
| Coppa Svizzera   | -     | 1       | 0       | 0       | 1       | 2       | 6       | 1            | 1            | 0            | 0            | 5            | 2            | 2      | 1      | 0      | 1      | 7      | 8      | -1  |
| Totale           | 26    | 16      | 5       | 3       | 8       | 19      | 27      | 16           | 3            | 2            | 11           | 24           | 34           | 32     | 8      | 5      | 19     | 43     | 61     | -18 |

### Andamento in campionato
| Giornata  | 1 | 2 | 3 | 4 | 5 | 6 | 7 | 8  | 9  | 10 | 11 | 12 | 13 | 14 | 15 | 16 | 17 | 18 | 19 | 20 | 21 | 22 | 23 | 24 | 25 | 26 | 27 | 28 | 29 | 30 |
| --------- | - | - | - | - | - | - | - | -- | -- | -- | -- | -- | -- | -- | -- | -- | -- | -- | -- | -- | -- | -- | -- | -- | -- | -- | -- | -- | -- | -- |
| Luogo     | T | C | T | C | T | C | C | T  | C  | C  | T  | C  | T  | C  | T  | C  | T  | C  | C  | T  | C  | T  | T  | C  | T  | T  | C  | T  | C  | T  |
| Risultato | V | V | P | P | N | P | V | P  | N  | V  | P  | V  | P  | N  | P  | P  | P  | P  | V  | V  | P  | N  | P  | P  | P  | P  | N  | P  | P  | P  |
| Posizione | 2 | 4 | 5 | 7 | 7 | 9 | 7 | 10 | 10 | 7  | 7  | 7  | 8  | 9  | 10 | 10 | 12 | 12 | 9  | 8  | 9  | 10 | 12 | 13 | 14 | 15 | 14 | 15 | 15 | 15 |

Legenda:

Luogo: C = Casa; T = Trasferta. Risultato: V = Vittoria; N = Pareggio; P = Sconfitta.

### Statistiche dei giocatori
| S. Adeshina     | 19 | 1  | 4  | 0 |
| A. Alexov       | 3  | 0  | 0  | 1 |
| V. Berisha      | 15 | 0  | 1  | 0 |
| M. Biscotte     | 14 | 1  | 1  | 0 |
| D. Büchel       | 19 | 1  | 1  | 1 |
| D. D'Acunto     | 23 | 0  | 3  | 0 |
| G. D'Angelo     | 10 | 0  | 2  | 0 |
| D. Džombić      | 4  | 0  | 3  | 0 |
| A. Hauser       | 0  | 0  | 0  | 0 |
| Z. Idrizi       | 2  | 0  | 0  | 0 |
| G. Ivanishvili  | 27 | 1  | 2  | 0 |
| H. Jonuzi       | 5  | 0  | 0  | 0 |
| A. Kijametovic  | 12 | 0  | 0  | 0 |
| T. Knöpfel      | 12 | 1  | 2  | 0 |
| L. Ladner       | 16 | 2  | 2  | 0 |
| O. Lattmann     | 11 | 0  | 0  | 0 |
| M. Mangold      | 24 | 2  | 10 | 0 |
| R. Mollet       | 29 | 0  | 3  | 0 |
| I. N'Ganga      | 30 | 0  | 3  | 0 |
| A. Pekas        | 5  | 0  | 1  | 0 |
| P. Rossini      | 21 | 5  | 3  | 0 |
| D. Schiendorfer | 23 | 0  | 4  | 0 |
| S. Stulz        | 14 | 0  | 0  | 0 |
| F. Tahiraj      | 3  | 0  | 0  | 0 |
| A. Topic        | 0  | 0  | 0  | 0 |
| H. Toprak       | 13 | 1  | 3  | 1 |
| B. Valente      | 28 | 17 | 7  | 1 |
| T. Weller       | 27 | 3  | 4  | 1 |
| S. Zuffi        | 5  | 0  | 0  | 0 |